# 语义借用
语义借用（semantic loan），或称作意译、嫁接、移植，是语言接触中的一种類推现象，指一门语言中既有的语言单位（詞素、词语、词组等），从其他语言中对应的语言单位中移借来了新的语义。
例如：汉语中的“病毒”原本表示生物学上的一类自我复制物；英语中的除了表示生物学病毒外，还可以表示会自我复制和扩散的电子计算机程序；通过语言接触，汉语“病毒”从英语中移借来了这一语义，也可以表示计算机病毒。又如：希伯来语的“‎”、俄语的、波兰语的、芬兰语的这些原本表示天空中星星的词，都从英语对应词中吸收了文艺、体育明星的含义。

## 类别和例子

### 不同的语言单位
语义借用可能发生在不同类型的语言单位（詞素、词语、词组等）之间。
- 汉语中的詞素“族”，可以表示有血缘关系的一群人（如“家族”），或表示一类事物（如“水族”）。与日语接触后，从词素（如）移借来新的语义，可以用于表示有共同特点的一群人（如“上班族”、“月光族”）。[13]
- 汉语中的词语“菜单”，可以表示供餐厅顾客选择菜品的目录。中国大陆普通话与英语接触后，从词语移借来新的语义，可以表示计算机使用者选择功能的表单（香港、台湾等地多称“選單”）。[14]
- 波兰语中的词组，可以表示圆形的桌子。与英语接触后，从词组移借来新的语义，可以表示所有人以平等的身份参与谈判讨论，即圆桌会议。[15]

### 不同的对应方式
如果语言单位在形式（语音、书写）上高度对应，就很容易出现语义借用。但这并非必要条件，语义借用也可以发生在形式上完全不对应的词之间。
- 语义对应，形式对应：
  - 西班牙语和法语是同源词，表示海豚。后来，西语从法语移借来其转喻义，表示王位继承人。[17]
  - 日语借自汉语“料理”，表示处理、安排。后来，汉语“料理”又反过来从日语移借来其引申义，表示烹调、烹饪。[18]
  - 波兰语借自英语，专指选择题考试。后来，波兰语又从英语继续移借其他语义，表示任何形式的书面考试。[19]
- 语义对应，形式不对应：
  - 汉语中的“冰”和英语中的不同源，都可以表示凝固的水。经过接触，“冰”从移借来新的语义，表示一种毒品，即冰毒。[20]
- 形式对应，语义不对应：
  - 西班牙语中的表示剩饭。意大利语中的表示浮雕。两个词的语音有对应相似之处。经过接触，西班牙语移借来新的语义，也可以表示浮雕。[a][21]

### 不同的语义演变
上述的例子中，借用的都是概念意义（理性意義）。除此之外，語義借用也可能借用色彩意义或语法意义。
- 汉语标准语中的“一塌糊涂”，表示程度到了极点，且带有贬义，多用来表示脏、乱、差。上海话中的“一塌糊涂”概念意义相同，但没有贬义，可用于一般陈述、乃至赞美。中国大陆普通话与上海话接触后，借来了“一塌糊涂”的中性色彩。[24]
- 汉语中的“出版”表示图书刊行，“面試”表示當面考察測試，原本都只用作不及物動詞。与英语接触后，分別从和移借来新的语法意义，有了及物动词的用法。[25][26]

## 判断标准

### 区别于引申
探究词源时非常困难的一点在于，判断既有的语言单位所取得的新语义，是自身引申的结果，还是借用了其他语言的语义。如果新义和旧义之间距离较远，关系较为跳跃，语义借用的可能性就较大。例如：意第绪语中的“‎”，原本表示相似的、一样的。在美国意第绪语中，其动词形式“‎”后来获得了新的语义，表示喜欢、喜爱。两者之间的逻辑关系较远，可以判断是与英语接触后，从移借来的新义。
如果新义和旧义之间距离较近，就需要更多的证据，才能判定其来自语义借用。例如：漢語中的“持”，原本表示握住。后来出现了新的语义，表示记住。这两个义位间的逻辑关系相对自然，可能是汉语自身引申而来。但是“持”表记忆的用法几乎只见于汉译佛经和其他佛教文献中，因此可以判断是与梵语接触后，从移借来的新义。其他支持语义借用的判断标准还包括：平行的语义变化在多个语言中同时出现；新义主要用于特定搭配中，该搭配在另一门语言中十分常见；新义与其他文化中的概念或事物相关；新义属于特定领域，如当代的计算机科学、医学、物理学等。

### 区别于仿译
在语言接触影响词汇的各种现象中，语义借用与仿譯较为相近，而不同于带有音译成分的借词。语义借用和仿译的区别在于，前者是既有的词素、词、词组取得新的语义，后者则产生了新的词或词组。语义借用与仿譯也可能同时发生，比如汉语“人口爆炸”是对英语的仿譯，汉语“爆炸”是对英语的仿譯，同时也为汉语“爆炸”增添了新的语义，表示急剧增加。

### 区别于相因生义
语义借用与相因生义都属于语义的类推，都是A的一项语义与B的一项语义对应，于是语言使用者将B的其他语义加在A之上。这里的A和B如果属于不同语言，就是语义借用；如果属于同一门语言，就是相因生义。

## 规范性评估
比起从整体上评判语义借用现象是有益还是有害，更合适的做法是具体评估每一个语义借用案例是否合乎规范。如果借义和原义之间的关系，符合人类普遍的隐喻和转喻认知，这种语义借用就很容易被接受。如果翻译者没有认真考虑，只是习惯性地拿一个对应词来翻译，这种语义借用就很可能难以理解。例如：英语可以表示当权者，與漢語“當局”对应；也可以表示使人信服的威望，與漢語“权威”对应；又可以表示专家人士。漢語“权威”借用了专家人士的语义，已成为约定俗成的用法；而漢語“當局”借用专家人士的语义，就很难被接受。